# 九来駅
九来駅（クレえき）は、大韓民国京畿道金浦市にある金浦都市鉄道の駅である。

## 歴史
- 2019年 9月28日：開業[1]。

## 隣の駅
金浦ゴールドライン運営
金浦都市鉄道
陽村駅 - 九来駅 - 麻山駅